# The Crusaders
The Crusaders is een Amerikaanse band, die vooral in het begin van de jaren zeventig bekend was. De groep voegde in haar muziek jazz, pop, rhythm-and-blues en soul samen. De laatste leden waren Wilton Felder (saxofoon) en Wayne Henderson (trombone).

## Geschiedenis

### Beginjaren
In 1954 kregen Joe Sample (piano), Felder en Stix Hooper (drums) les aan dezelfde middelbare school en samen begonnen ze de groep The Swingsters. Later kwamen Henderson (trombone), Hubert Laws (dwarsfluit) en Henry Wilson (basgitaar) de groep versterken en veranderde de bandnaam in The Modern Jazz Sextet.
Toen Sample, Felder, Hooper en Henderson in 1960 naar Los Angeles verhuisden, veranderde de band de naam in The Jazz Crusaders. Nadat de groep in 1961 een contract had getekend met Pacific Jazz Records, werd zij gedurende de jaren zestig vooral bekend door de combinatie van jazz, pop, R&B en soul: de samensmelting van trombone en saxofoon in de muziek werd in die jaren het handelsmerk van de band.

### Vervolg
In 1971 waren alle muzikanten ook bezig met muzikale soloprojecten. Tevens besloten zij de groep The Crusaders te noemen, wat minder de nadruk legde op het jazzaspect van de band. In het begin van de jaren zeventig had de groep opnieuw succes, mede doordat Larry Carlton (gitaar) op de albums als gastmuzikant meespeelde. In 1975 verliet Henderson de band om zich voltijds te wijden aan een carrière als muziekproducent: het geluid van de band veranderde daardoor wederom sterk.

### Einde

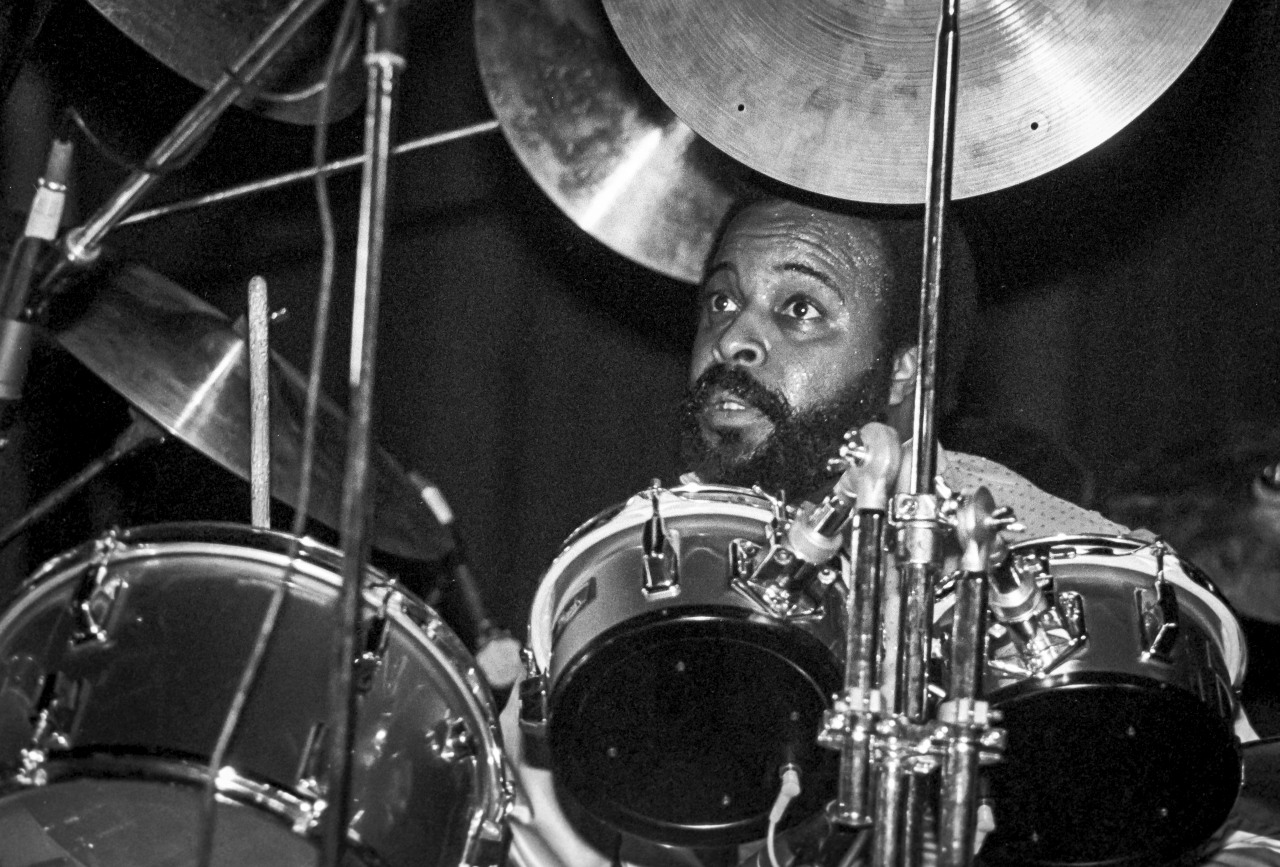
Stix Hooper (1980)

In 1979 kwam de grootste hit uit, getiteld Street Life. Randy Crawford werd uitgenodigd om de zangpartij voor haar rekening te nemen en de plaat werd een wereldhit. In Nederland werd de plaat op maandag 24 september 1979  door dj Frits Spits in zijn radioprogramma De Avondspits verkozen tot de 61e NOS Steunplaat van de week op Hilversum 3 en werd een hit in de destijds drie hitlijsten op de nationale popzender; de Nederlandse Top 40, de Nationale Hitparade en de TROS Top 50. Ook behaalde de plaat een notering in de Europese hitlijst op Hilversum 3, de TROS Europarade.
De plaat werd in 1996 nog gesampled door de Franse producer I:Cube in zijn hit Disco Cubizm. Daardoor werd Crawford bekend over de hele wereld. In 1983 verliet ook Hooper de groep en beleefde de band een grote muzikale dip. The Crusaders stierf een langzame dood. Rond 1995 probeerden Henderson en Felder samen nog de band nieuw leven in te blazen, maar dat mislukte. Het laatste studioalbum werd opgenomen in 2003.
Alleen Joe Sample had daarna nog een bloeiende solocarrière.
Hij overleed op 12 september 2014.

## Hitnoteringen
| Jaar | Nummer Titel                       | USA R&B | UK Top 75 | NL Top 40 | SE Top 20 | Album       |
| 1979 | "Street Life" (met Randy Crawford) | 17      | 5         | 13        | 8         | Street Life |

### NPO Radio 2 Top 2000
| Nummer met noteringen in de NPO Radio 2 Top 2000 | '99  | '00 | '01  | '02  | '03  | '04  | '05  | '06  | '07  | '08  |
| ------------------------------------------------ | ---- | --- | ---- | ---- | ---- | ---- | ---- | ---- | ---- | ---- |
| Street Life (met Randy Crawford)                 | 1256 | -   | 1216 | 1469 | 1819 | 1693 | 1986 | 1776 | 1585 | 1693 |

1. ↑  Een '-' betekent dat het nummer niet was genoteerd en een vetgedrukt getal geeft de hoogste notering aan.
2. ↑  Deze tabel is bijgewerkt tot en met de laatste editie (2024).

## Discografie

### Albums met de bandnaamThe Jazz Crusaders
| Year | Title                                | Type   | Label        | Label-Nr  |
| ---- | ------------------------------------ | ------ | ------------ | --------- |
| 1961 | Freedom Sound                        | Studio | Pacific Jazz | ST-27     |
| 1962 | Lookin' Ahead                        | Studio | Pacific Jazz | ST-43     |
| 1962 | The Jazz Crusaders at the Lighthouse | Live   | Pacific Jazz | ST-57     |
| 1963 | Tough Talk                           | Studio | Pacific Jazz | ST-68     |
| 1963 | Heat Wave                            | Studio | Pacific Jazz | ST-76     |
| 1963 | Jazz Waltz (w. Les McCann)           | Studio | Pacific Jazz | ST-81     |
| 1964 | Stretchin' Out                       | Studio | Pacific Jazz | ST-83     |
| 1965 | The Thing                            | Studio | Pacific Jazz | ST-87     |
| 1965 | Chile Con Soul                       | Studio | Pacific Jazz | ST-20092  |
| 1966 | Live at the Lighthouse '66           | Live   | Pacific Jazz | ST-20098  |
| 1966 | Talk That Talk                       | Studio | Pacific Jazz | ST-20106  |
| 1966 | The Festival Album                   | Live   | Pacific Jazz | ST-20115  |
| 1967 | Uh Huh                               | Studio | Pacific Jazz | ST-20124  |
| 1968 | Lighthouse '68                       | Live   | Pacific Jazz | ST-20131  |
| 1968 | Powerhouse                           | Studio | Pacific Jazz | ST-20136  |
| 1969 | Lighthouse '69                       | Live   | Pacific Jazz | ST-20165  |
| 1970 | Give Peace a Chance                  | Studio | Liberty      | LST-11005 |
| 1970 | Old Socks, New Shoes                 | Studio | Chisa        | CS-804    |

### Compilaties met de bandnaamThe Jazz Crusaders
| Year | Title                                    | Label         | Label-Nr         |
| ---- | ---------------------------------------- | ------------- | ---------------- |
| 1969 | The Best Of The Jazz Crusaders           | World Pacific | ST-20175         |
| 1973 | Tough Talk                               | Blue Note     | BN-LA170-G2      |
| 1975 | The Young Rabbits                        | Blue Note     | BN-LA530-H2      |
| 1980 | Live Sides                               | Blue Note     | LT-1046          |
| 1993 | The Best Of                              | Pacific Jazz  | CDP 077778928324 |
| 2005 | The Pacific Jazz Quintet Studio Sessions | Mosaic        | MD6-230          |

### Albums met de bandnaamThe Jazz Crusaders(Wayne Henderson & Wilton Felder)
| Year | Title                                                                          | Type           | Label          | Label-Nr   |
| ---- | ------------------------------------------------------------------------------ | -------------- | -------------- | ---------- |
| 1995 | Happy Again                                                                    | Studio         | Sin-Drome      | 9950322    |
| 1996 | Louisiana Hot Sauce                                                            | Studio         | Sin-Drome      | SD-8924    |
| 1998 | Breakin' Da Rulz!                                                              | Studio         | Indigo Blue    | 4634170792 |
| 2000 | Power Of Our Music - The Endangered Species Cookin' Live, Wild In South Africa | Live           | Indigo Blue    | 1144790972 |
| 2003 | Soul Axess                                                                     | Studio         | True Life Jazz |            |
| 2006 | Alive In South Africa                                                          | Live (Reissue) | True Life Jazz |            |

### Albums met de bandnaamThe Crusaders
| Year | Title                                       | Type   | Label      | Label-Nr  |
| ---- | ------------------------------------------- | ------ | ---------- | --------- |
| 1971 | Pass the Plate                              | Studio | Chisa      | CS-813    |
| 1972 | Hollywood                                   | Studio | MoWest     | MW-118L   |
| 1972 | 1                                           | Studio | Blue Thumb | BTS-6001  |
| 1973 | The 2nd Crusade                             | Studio | Blue Thumb | BTS-7000  |
| 1973 | Unsung Heroes                               | Studio | Blue Thumb | BTS-6007  |
| 1974 | Scratch                                     | Live   | Blue Thumb | BTS-6010  |
| 1974 | Southern Comfort                            | Studio | Blue Thumb | BTSY-9002 |
| 1975 | Chain Reaction                              | Studio | Blue Thumb | BTSD-6022 |
| 1976 | Those Southern Knights                      | Studio | Blue Thumb | BTSD-6024 |
| 1977 | Free as the Wind                            | Studio | Blue Thumb |           |
| 1978 | Images                                      | Studio | Blue Thumb | BA-6030   |
| 1979 | Street Life                                 | Studio | MCA        |           |
| 1980 | Rhapsody and Blues                          | Studio | MCA        |           |
| 1981 | Ongaku Kai - Live In Japan                  | Live   | Crusaders  | CRP-16002 |
| 1981 | Standing Tall                               | Studio | MCA        | 5254      |
| 1982 | Royal Jam                                   | Live   | MCA        | 2-9017    |
| 1984 | Ghetto Blaster                              | Studio | MCA        |           |
| 1986 | The Good And The Bad Times                  | Studio | MCA        | 5781      |
| 1988 | Life in the Modern World                    | Studio | MCA        | 42168     |
| 1991 | Healing the Wounds                          | Studio | GRP        | GRD-9638  |
| 2003 | Rural Renewal                               | Studio | PRA/Verve  |           |
| 2004 | Live In Japan 2003 (only in Japan released) | Live   | PRA        | VACM-1252 |

### Compilaties met de bandnaamThe Crusaders
| Year | Title                      | Label            | Label-Nr                  |
| ---- | -------------------------- | ---------------- | ------------------------- |
| 1973 | At Their Best              | Motown           | M-796V1                   |
| 1976 | The Best Of The Crusaders  | ABC Blue Thumb   | BTSY-6027                 |
| 1987 | The Vocal Album            | MCA              | 42057                     |
| 1988 | Sample A Decade            | Connoisseur      | VSOP-LP131 (UK)           |
| 1990 | 16 Original World Hits     | MCA              | 2292-56787-2 LZ (Germany) |
| 1992 | The Golden Years           | GRP              | GRD-3-5007                |
| 1994 | Best Of Best               | MCA              | MVCZ-15020 (Japan)        |
| 1994 | And Beyond...              | Music Collection | MCCD-163 (UK)             |
| 1994 | Best                       | Pickwick         | PWKS-4231 (UK)            |
| 1995 | The Ultimate Compilation   | Nectar           | NTRCD035 (UK)             |
| 1995 | The Greatest Crusade       | Calibre          | CLBCD-5501 (UK)           |
| 1995 | The Ultimate               | Castle           | CCS-CD-420 (UK)           |
| 1995 | Soul Shadows               | Connoisseur      | VSOP-CD-212 (UK)          |
| 1996 | The Best Of The Crusaders  | MCA              | MCBD-19528 (UK)           |
| 1996 | Way Back Home              | Blue Thumb       | BTD-4-700                 |
| 1998 | Priceless Jazz Collection  | GRP              | GRD-9892                  |
| 2000 | The Crusaders' Finest Hour | Verve            | 543762-2 (Germany)        |
| 2003 | Groove Crusade             | Blue Thumb       | 0731458994428 (UK)        |
| 2007 | Gold                       | Hip-O / Verve    | B0008268-02               |